# Jardins de Can Rius
Els Jardins de Can Rius es troben a Caldes de Montbui (Vallès Oriental) inclosa a l'Inventari del Patrimoni Arquitectònic de Catalunya.

## Història
El 1853 es realitzà l'engrandiment, d'una manera considerable, del complex de Can Rius a partir d'un projecte de l'arquitecte Miquel Garriga i Roca.
Més tard, segons les necessitats d'un establiment d'aquelles dimensions i característiques es va veure la possibilitat de fer un nou jardí o engrandir l'existent, que era de petites dimensions. Com que el balneari quedava molt ben delimitat per la banda de llevant pel centre històric, l'única solució era la de fer créixer la propietat per la banda de la riera, i l'única solució era la de fer el jardí a l'altra banda d'aquesta. És per això que el 1878 es construeix un pont, que uneix Can Rius amb el parc de l'altre cantó. La realització de la plantació dels arbres del parc es va començar també a fer l'any 1878.

## Descripció
Està situat just al costat de la plaça de la Font del Lleó, formant part de la zona més monumental de la població. Té l'entrada al costat de les Termes Romanes i del Museu d'Història o Antic Hospital.
Per la banda de ponent queda delimitat per la riera de Caldes, encara que un pont del segle xix salva el desnivell per comunicar-se amb el gran jardí. Aquest pont està format per dos grans arcs fets de maçoneria amb les cantonades de maó. En el jardí hi ha una gran varietat d'arbustos i d'arbres (alzines, faigs, avets, cedres, pins, oliveres, castanyers, etc.) El jardí es compon de dues parts molt ben diferenciades. La primera molt més lligada al balneari. Per la seva proximitat, està organitzada per una sèrie de parterres d'arbustos i d'arbres formant una sèrie de camins, recorreguts i espais de diferents característiques. L'altra part està formada per cultius i per camps amb un arbrat col·locat d'una manera més lliure i arbitrària.